# 加拿大民族主义党
加拿大民族主义党是加拿大的一个白人至上主义政党，  由唐·安德鲁斯于1977年成立。该党自称为白人至上主义政党，并因其反犹主义及种族主义的出版物而臭名昭著。